# Centris vogeli
Centris vogeli är en biart som beskrevs av Roig-alsina 2000. Centris vogeli ingår i släktet Centris och familjen långtungebin. Inga underarter finns listade.